# سی‌ئی‌اف‌سی
سی‌ئی‌اف‌سی (انگلیسی: CEFC) شرکت خوشه‌ای چینی است.